# Плавання на літніх Олімпійських іграх 2024 — естафета 4x100 метрів комплексом (чоловіки)
Змагання з плавання в естафеті 4x100 метрів комплексом серед чоловіків на літніх Олімпійських іграх 2024 відбудуться 3 серпня на Арені Дефанс.

## Рекорди
Перед змаганнями чинні світовий та олімпійський рекорди були такі:
| Світовий рекорд     | - США (USA) - Раян Мерфі (52.31) - Майкл Ендрю (58.49) - Кайлеб Дрессел (49.03) - Зак Еппл (46.95) | 3:26.78 | Токіо, Японія | 1 серпня 2021 |
| Олімпійський рекорд | - США (USA) - Раян Мерфі (52.31) - Майкл Ендрю (58.49) - Кайлеб Дрессел (49.03) - Зак Еппл (46.95) | 3:26.78 | Токіо, Японія | 1 серпня 2021 |

## Формат змагань
Змагання складаються з двох раундів: попередні запливи та фінал. Збірні, що показали 8 найкращих результатів у попередніх запливах, виходять до фіналу. У тому разі, коли на останнє місце потрапляння до фіналу претендують дві чи більше збірні з однаковим часом, передбачено перепливання.

## Розклад
Вказано центральноєвропейський час (UTC+1)[джерело?]
| Дата          | Час   | Раунд             |
| ------------- | ----- | ----------------- |
| 3 серпня 2024 | 10:00 | Попередні запливи |
| 3 серпня 2024 | 20:30 | Фінал             |

## Попередні запливи
| Місце | Заплив | Доріжка | Країна                | Плавці                                                                                             | Час     | Нотатки |
| ----- | ------ | ------- | --------------------- | -------------------------------------------------------------------------------------------------- | ------- | ------- |
| 1     | 1      | 5       | Франція (FRA)         | Йоанн Ндує-Бруар (52.99) Леон Маршан (59.03) Клеман Секкі (51.39) Рафаель Фант-Дамер (47.95)       | 3:31.36 | Q       |
| 2     | 1      | 4       | Китай (CHN)           | Сюй Цзяюй (53.58) Цінь Хайян (58.51) Ван Чанхао (51.75) Пань Чжаньле (47.74)                       | 3:31.58 | Q       |
| 3     | 2      | 4       | США (USA)             | Гантер Армстронґ (53.26) Чарлі Свонсон (59.73) Томас Гейлмен (51.15) Джек Алексі (47.48)           | 3:31.62 | Q       |
| 4     | 1      | 3       | Нідерланди (NED)      | Kai van Westering (54.49) Каспар Корбо (58.94) Нілс Корстаньє (50.27) Стан Пейненбург (48.10)      | 3:31.80 | Q       |
| 5     | 2      | 3       | Велика Британія (GBR) | Олівер Морґан (53.21) Адам Піті (59.16) Джо Літчфілд (51.76) Метью Річардс (48.00)                 | 3:32.13 | Q       |
| 6     | 2      | 5       | Австралія (AUS)       | Айзек Купер (53.85) Джошуа Йонґ (58.99) Бен Амбрустер (51.61) Кайл Чалмерс (47.79)                 | 3:32.24 | Q       |
| 7     | 2      | 2       | Канада (CAN)          | Блейк Тірні (53.83) Фінлай Нокс (1:00.34) Ілля Харун (50.40) Хав'єр Асеведо (47.76)                | 3:32.33 | Q       |
| 8     | 1      | 6       | Німеччина (GER)       | Оле Брауншвайґ (54.05) Лукас Мацерат (59.54) Luca Armbruster (51.01) Йоша Зальхов (47.91)          | 3:32.51 | Q       |
| 9     | 2      | 6       | Італія (ITA)          | Томас Чеккон (53.56) Ніколо Мартіненьї (59.23) Джакомо Каріні (51.75) Алессандро Мірессі (48.17)   | 3:32.71 |         |
| 10    | 1      | 7       | Польща (POL)          | Ксавери Масюк (55.11) Ян Калусовський (59.94) Якуб Маєрський (51.18) Bartosz Piszczorowicz (48.82) | 3:33.70 |         |
| 11    | 2      | 8       | Ірландія (IRL)        | Конор Фергюсон (54.88) Дарра Ґрін (59.68) Max McCusker (52.04) Шейн Раян (47.21)                   | 3:33.81 | NR      |
| 12    | 1      | 1       | Австрія (AUT)         | Бернгард Райтсгаммер (54.97) Валентін Баєр (1:00.02) Зімон Бухер (51.16) Гайко Ґіґлер (47.88)      | 3:34.03 |         |
| 13    | 2      | 1       | Південна Корея (KOR)  | Лі Чу Хо (54.49) Choi Dong-yeol (59.59) Kim Ji-hun (52.62) Хван Сон У (47.98)                      | 3:34.68 |         |
| 14    | 1      | 2       | Японія (JPN)          | Ріку Мацуяма (55.11) Таку Таніґучі (1:00.22) Мідзунума Наокі (51.63) Мацумото Кацухіро (47.88)     | 3:34.84 |         |
| 15    | 1      | 8       | Швейцарія (SUI)       | Роман Мітюков (54.27) Жеремі Депланш (1:00.73) Нільс Лісс (54.64) Антоніо Дьякович (49.10)         | 3:38.74 |         |
|       | 2      | 7       | Іспанія (ESP)         | Уго Гонсалес Carles Coll Маріо Молья Серхіо Де Селіс                                               | Диск.   |         |

### Фінал
| Місце | Доріжка | Країна                | Swimmers                                                                                      | Час     | Нотатки |
| ----- | ------- | --------------------- | --------------------------------------------------------------------------------------------- | ------- | ------- |
| 1     | 5       | Китай (CHN)           | Сюй Цзяюй (52.37) Цінь Хайян (57.98) Сунь Цзяцзюнь (51.19) Пань Чжаньле (45.92)               | 3:27.46 |         |
| 2     | 3       | США (USA)             | Раян Мерфі (52.44) Нік Фінк (58.97) Кайлеб Дрессел (49.41) Гантер Армстронґ (47.19)           | 3:28.01 |         |
| 3     | 4       | Франція (FRA)         | Йоанн Ндує-Бруар (52.60) Леон Маршан (58.62) Максім Груссе (49.57) Флоран Маноду (47.59)      | 3:28.38 |         |
| 4     | 2       | Велика Британія (GBR) | Олівер Морґан (52.83) Адам Піті (58.16) Данкан Скотт (51.30) Метью Річардс (47.31)            | 3:29.60 |         |
| 5     | 7       | Австралія (AUS)       | Айзек Купер (54.28) Джошуа Йонґ (59.26) Метью Темпл (50.89) Кайл Чалмерс (47.43)              | 3:31.86 |         |
| 6     | 8       | Німеччина (GER)       | Оле Брауншвайґ (54.38) Мелвін Імуду (59.37) Luca Armbruster (50.96) Йоша Зальхов (47.75)      | 3:32.46 |         |
| 7     | 1       | Канада (CAN)          | Блейк Тірні (53.75) Фінлай Нокс (59.75) Ілля Харун (50.46) Josh Liendo (47.31)                | 3:31.27 |         |
| 8     | 6       | Нідерланди (NED)      | Kai van Westering (54.60) Каспар Корбо (59.19) Нілс Корстаньє (50.60) Стан Пейненбург (48.13) | 3:32.52 |         |